# Sportvereniging Zulte Waregem 2014-2015
In questa pagina sono raccolti i dati dello Zulte Waregem per la stagione 2014-2015.

## Rosa
| N. |                    | Ruolo | Calciatore              |
| -- | ------------------ | ----- | ----------------------- |
| 1  | Belgio (bandiera)  | P     | Sammy Bossut            |
| 2  | Belgio (bandiera)  | D     | Davy De Fauw (capitano) |
| 3  | Belgio (bandiera)  | D     | Steve Colpaert          |
| 5  | Belgio (bandiera)  | D     | Bryan Verboom           |
| 9  | Senegal (bandiera) | A     | Mbaye Leye              |
| 10 | Francia (bandiera) | C     | Franck Berrier          |
| 13 | Mali (bandiera)    | C     | Mamoutou N'Diaye        |
| 14 | Belgio (bandiera)  | C     | Jens Naessens           |
| 15 | Belgio (bandiera)  | D     | Niels Vandenbroucke     |
| 16 | Islanda (bandiera) | C     | Ólafur Ingi Skúlason    |

| N. |                    | Ruolo | Calciatore         |
| -- | ------------------ | ----- | ------------------ |
| 17 | Guinea (bandiera)  | C     | Ibrahima Conté     |
| 18 | Francia (bandiera) | D     | Frédéric Duplus    |
| 20 | Belgio (bandiera)  | A     | Frédéric Gounongbe |
| 21 | Belgio (bandiera)  | D     | Bruno Godeau       |
| 22 | Belgio (bandiera)  | P     | Sébastien Bruzzese |
| 23 | Perù (bandiera)    | C     | Hernán Hinostroza  |
| 24 | Belgio (bandiera)  | D     | Karel D'Haene      |
| 25 | Belgio (bandiera)  | P     | Salvatore Crimi    |
| 26 | Belgio (bandiera)  | A     | Klaas De Rock      |
| 27 | Belgio (bandiera)  | A     | Theo Bongonda      |
| 29 | Francia (bandiera) | A     | Julien Toudic      |